# Rhododendron reticulatum
Rhododendron reticulatum är en ljungväxtart som beskrevs av David Don och George Don jr. Rhododendron reticulatum ingår i släktet rododendron, och familjen ljungväxter.

## Underarter
Arten delas in i följande underarter:
- R. r. bifolium
- R. r. glabrescens
- R. r. parvifolium